# Krzysztof Danielewicz
Krzysztof Danielewicz (ur. 26 lipca 1991 we Wrocławiu) – polski piłkarz występujący na pozycji pomocnika w polskim klubie Pogoń Siedlce.
Wychowanek Parasola Wrocław, w swojej karierze reprezentował także barwy takich zespołów jak Zagłębie Lubin, Ruch Radzionków, Cracovia, Śląsk Wrocław, Górnik Łęczna, Chojniczanka Chojnice oraz Warta Poznań.